# أنجينة إبراهيم الشمالي (بوالحسن)
أنجینة إبراهیم الشمالي (بالفارسية: انجینه ابراهیم شمالی) هي قرية تقع في إيران في قسم بوالحسن الريفي. يقدر عدد سكانها بـ 273 نسمة بحسب إحصاء 2016.